# Колкоченъягун
Колкоченъягун (устар. Кол-Кочен-Ягун) — река в России, протекает по Сургутскому району Ханты-Мансийского АО. 
Устье реки находится в 407 км по левому берегу реки Малый Юган. Длина реки составляет 107 км, площадь водосборного бассейна 1440 км².

## Данные водного реестра
По данным государственного водного реестра России относится к Верхнеобскому бассейновому округу, водохозяйственный участок реки — Обь от города Нефтеюганск до впадения реки Иртыш, речной подбассейн реки — Обь ниже Ваха до впадения Иртыша. Речной бассейн реки — (Верхняя) Обь до впадения Иртыша.
Код объекта в государственном водном реестре — 13011100212115200048540.

### Притоки (км от устья)
- 29 км: Хвойная (лв)
- 41 км: Карыягун (пр)
- 48 км: Сартигль (пр)
- 63 км: Лоркуйягун (лв)
- 68 км: Ай-Тауригль (пр)
- 80 км: Тауригль (пр)
- Грязнушка (лв)